# Trzy dni bez wyroku
Trzy dni bez wyroku – polski film kryminalny z 1991 roku.

## Fabuła
Adam Niedzicki, pseudonim „Mruk”, jest członkiem gangu z poprawczaka kierowanego przez dwóch wychowawców: Jóźwiaka i Andruszewskiego. Podczas napadu na kantor, umiera właściciel, „Mruk” postanawia wycofać się. Otrzymuje wiadomość o śmierci matki i dostaje trzy dni przepustki. Nie wie, że zostanie wplątany w morderstwo.

## Obsada
- Artur Żmijewski – Adam Niedzicki „Mruk”
- Lucyna Zabawa(inne języki) – Magda
- Jerzy Bończak – Jóźwiak „Józwa”, wychowawca w Zakładzie Poprawczym
- Witold Pyrkosz – kapitan Zygmunt Rzoch „Rzeźnik”
- Edward Lubaszenko – Andruszewski „Andrus”, wychowawca w Zakładzie Poprawczym, szef bandy
- Tomasz Kępiński – porucznik Rzepecki „Ministrant”
- Tadeusz Szymków – Stanisław Kapucha „Tyka”
- Jerzy Braszka – pułkownik MO „Szef”
- Irena Burawska – paserka
- Andrzej Zaucha – fałszerz
- Robert Gonera – Bart

## Nagrody
- 1991 Festiwal Polskich Filmów Fabularnych w Gdyni: nominacja do nagrody za główną rolę męską – Artur Żmijewski